# Johannes Dümichen
Johannes Dümichen (né près de Glogau (aujourd’hui Głogów) le 15 octobre 1833 - mort le 7 février 1894 à Strasbourg) est un égyptologue prussien.

## Biographie
Johannes Dümichen étudie la philologie et la théologie à Berlin et Breslau. Par la suite, il devient l'élève de Karl Richard Lepsius et Heinrich Karl Brugsch, et se consacre à l'étude des inscriptions égyptiennes.
En octobre 1862, Dümichen effectue son premier voyage en Égypte et en Nubie ; il revient de ce voyage en avril 1865 ; puis il fait un second voyage en Égypte en 1868.
Il a été délégué par le gouvernement Prusse afin d'explorer la vallée du Nil en 1862 et 1868. Il a également accompagné le prince héritier en Égypte à l'occasion de l'ouverture du canal de Suez.
En 1872, il devient le premier titulaire de la chaire d'égyptologie de la Kaiser-Wilhelms-Universität (aujourd'hui université de Strasbourg), spécialement créée pour concurrencer le Collège de France après la conquête allemande de l'Alsace.
Entre 1875 et 1876, il se rend en Égypte pour finaliser un travail commencé lors de voyages précédents sur les tombes thébaines et le temple d'Hathor à Dendérah. Il a été le premier à étudier la tombe 33 de Padiamenopé, monument qu'il appela Graßpalast (palais funéraire) et dont il s'était pris de passion ; il en avait commencé la description en plusieurs volumes mais mourut sans pouvoir achever son œuvre.
L'égyptologue Wilhelm Spiegelberg lui succéda à Strasbourg, d'abord comme Privatdozent, puis, à partir de 1899, comme Professeur extraordinaire.

## Publications
- Bauurkunde der Tempelanlagen von Dendera, Leipzig 1865 ;
- Geographische Inschriften altägyptischer Denkmäler, (3 vol.), Leipzig 1865-1885 ;
- Altägyptische Kalenderinschriften, Leipzig 1866 ;
- Historische Inschriften altägyptischer Denkmäler, (2 vol.), Leipzig 1867, 1868 ;
- Baugeschichte des Denderatempels und Beschreibung der einzelnen Teile des Bauwerks nach den an den Mauern befindlichen Inschriften, Strasburg 1878 ;
- Die kalendarischen Opferfestlisten von Medinet-Habu, Leipzig 1881 ;
- Geschichte des Alten Äegypten, 1878-1883 ;
- Der Grabpalast des Patuamenap in der thebanischen Nekropolis, Leipzig 1884-1894.